# Senots
Senots és un municipi francès, situat al departament de l'Oise i a la regió dels Alts de França. L'any 2007 tenia 308 habitants.

## Demografia

### Població
El 2007 la població de fet de Senots era de 308 persones. Hi havia 114 famílies de les quals 23 eren unipersonals (4 homes vivint sols i 19 dones vivint soles), 42 parelles sense fills i 49 parelles amb fills.
La població ha evolucionat segons el següent gràfic:
Habitants censats

### Habitatges
El 2007 hi havia 130 habitatges, 114 eren l'habitatge principal de la família, 11 eren segones residències i 5 estaven desocupats. 115 eren cases i 3 eren apartaments. Dels 114 habitatges principals, 99 estaven ocupats pels seus propietaris, 9 estaven llogats i ocupats pels llogaters i 6 estaven cedits a títol gratuït; 4 tenien una cambra, 7 en tenien dues, 17 en tenien tres, 23 en tenien quatre i 64 en tenien cinc o més. 101 habitatges disposaven pel capbaix d'una plaça de pàrquing. A 44 habitatges hi havia un automòbil i a 62 n'hi havia dos o més.

### Piràmide de població
La piràmide de població per edats i sexe el 2009 era:
| Homes | Edats   | Dones |
| ----- | ------- | ----- |
| 0     | 95 o +  | 0     |
| 0     | 90 a 94 | 0     |
| 0     | 85 a 89 | 0     |
| 0     | 80 a 84 | 4     |
| 4     | 75 a 79 | 0     |
| 8     | 70 a 74 | 4     |
| 8     | 65 a 69 | 8     |
| 0     | 60 a 64 | 8     |
| 12    | 55 a 59 | 8     |
| 0     | 50 a 54 | 4     |
| 16    | 45 a 49 | 20    |
| 4     | 40 a 44 | 4     |
| 20    | 35 a 39 | 4     |
| 4     | 30 a 34 | 20    |
| 20    | 25 a 29 | 4     |
| 12    | 20 a 24 | 4     |
| 4     | 15 a 19 | 0     |
| 12    | 10 a 14 | 8     |
| 24    | 5 a 9   | 12    |
| 12    | 0 a 4   | 8     |

## Economia
El 2007 la població en edat de treballar era de 201 persones, 150 eren actives i 51 eren inactives. De les 150 persones actives 134 estaven ocupades (72 homes i 62 dones) i 16 estaven aturades (10 homes i 6 dones). De les 51 persones inactives 19 estaven jubilades, 14 estaven estudiant i 18 estaven classificades com a «altres inactius».

### Ingressos
El 2009 a Senots hi havia 109 unitats fiscals que integraven 323 persones, la mediana anual d'ingressos fiscals per persona era de 19.786 €.

### Activitats econòmiques
Dels 14 establiments que hi havia el 2007, 1 era d'una empresa de fabricació d'altres productes industrials, 5 d'empreses de construcció, 1 d'una empresa de comerç i reparació d'automòbils, 1 d'una empresa d'hostatgeria i restauració, 1 d'una empresa de serveis, 3 d'entitats de l'administració pública i 2 d'empreses classificades com a «altres activitats de serveis».
Dels 4 establiments de servei als particulars que hi havia el 2009, 1 era un paleta, 1 fusteria, 1 lampisteria i 1 electricista.

## Equipaments sanitaris i escolars
El 2009 hi havia una escola elemental integrada dins d'un grup escolar amb les comunes properes formant una escola dispersa.

## Poblacions més properes
El següent diagrama mostra les poblacions més properes.